# Square Gouvion-Saint-Cyr
Le square Gouvion-Saint-Cyr est une voie du 17e arrondissement de Paris, en France.

## Situation et accès
Le square Gouvion-Saint-Cyr est situé dans le 17e arrondissement de Paris. Il débute au 43, boulevard Gouvion-Saint-Cyr et se termine en impasse.

## Origine du nom

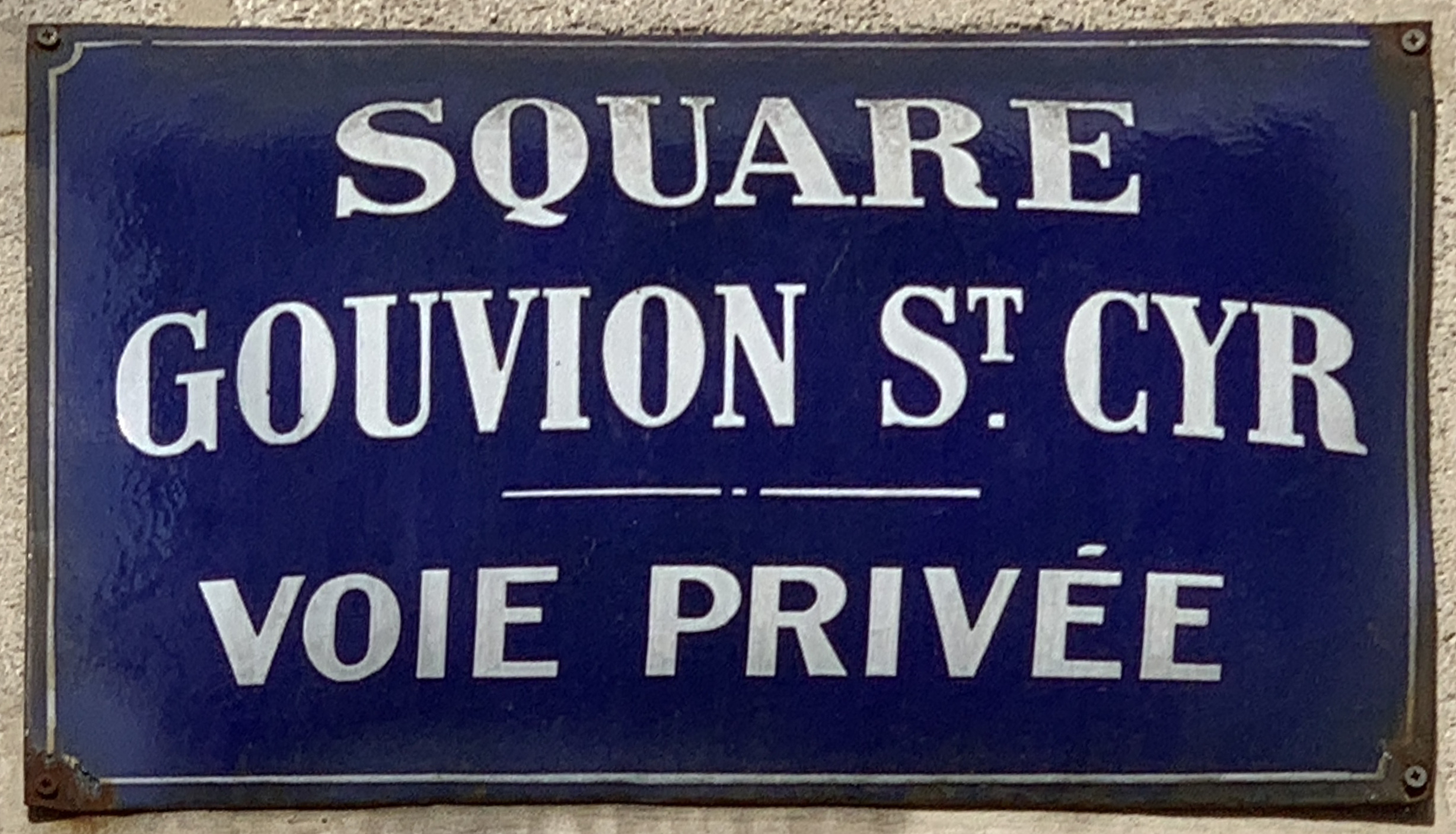
Plaque du square.

Il porte le nom du maréchal d'Empire et homme politique français Laurent de Gouvion-Saint-Cyr (1764-1830), en raison de sa proximité avec le boulevard éponyme.